# Kloster Blaubeuren
Das Kloster Blaubeuren, lateinisch Monasterium Burensis (1099), in Blaubeuren war ein um 1085 gegründetes Kloster des Benediktinerordens in unmittelbarer Nähe des Blautopfs. Es wurde 1466–1501 weitgehend neu erbaut. Nach der Reformation fiel das Kloster an die württembergischen Herzöge und wurde zum evangelischen Seminar. Im 21. Jahrhundert werden die spätmittelalterlichen Klostergebäude als altsprachliches Gymnasium genutzt; sie sind neben dem Kloster Maulbronn Standort der Evangelischen Seminare Maulbronn und Blaubeuren. Erhalten und zur Besichtigung frei sind der Kreuzgang, die Klosterkirche und ein Museum auf dem Gelände.

## Geschichte

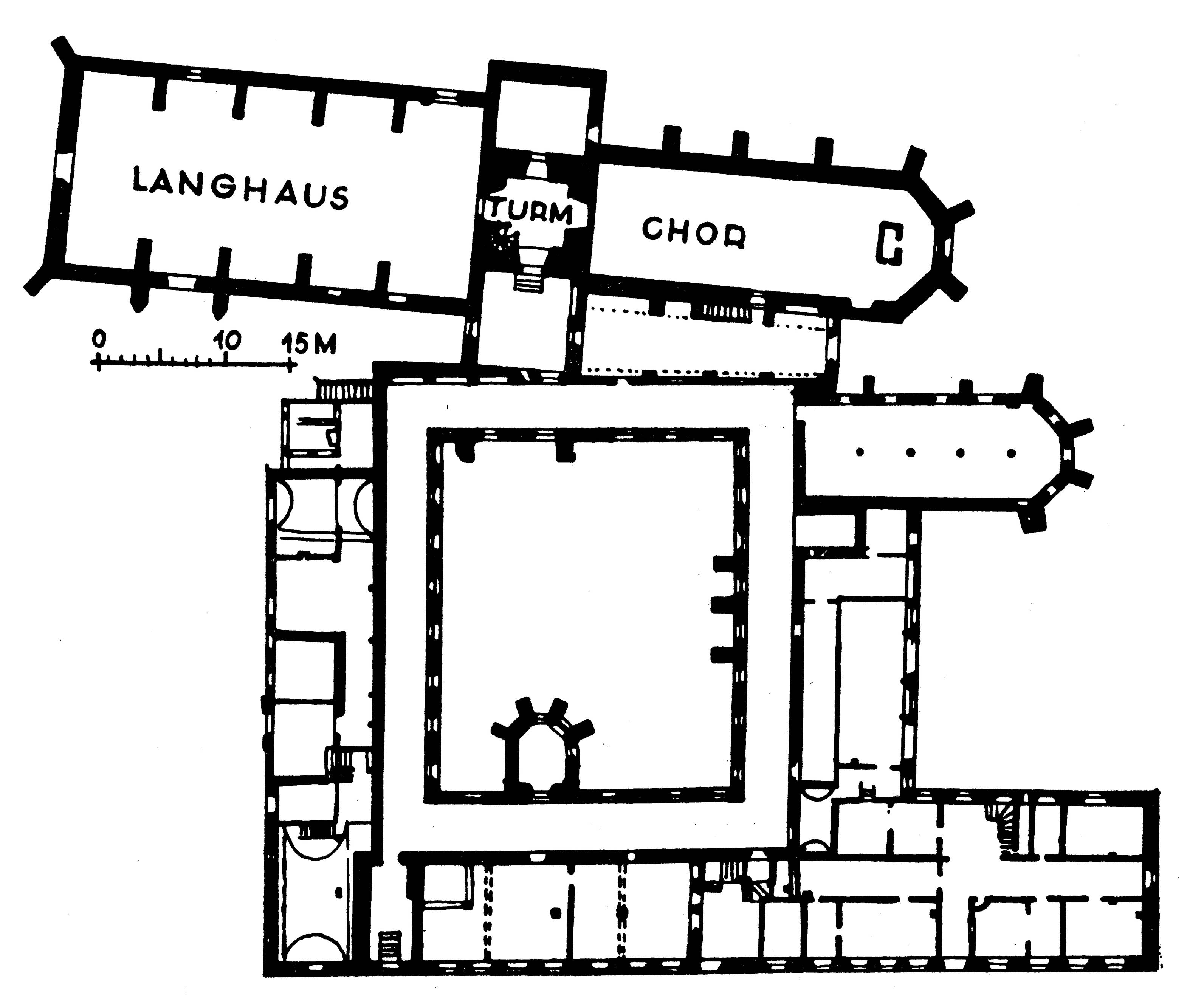
Grundriss von Kirche und Klausur des ehem. Benediktiner-Kloster Blaubeuren

Das Kloster wurde um 1085 an der sich an diesem Ort bereits befindlichen Kirche, die Johannes dem Täufer geweiht war, durch Anselm und Hugo Pfalzgrafen von Tübingen und Sigiboto von Ruck, einem nahen Verwandten, gegründet. Besiedelt wurde das Kloster mit Mönchen aus dem Kloster Hirsau, das auch den ersten Abt (Abt Azelin) für Blaubeuren stellte. In den ersten Jahrzehnten seines Bestehens wurde das Kloster mit zahlreichen Besitztümern beschenkt und erlebte vermutlich eine gewisse Blütezeit, wenngleich es kulturell oder in den Kirchenstreiten der damaligen Zeit nicht weiter hervorgetreten ist. Im 12. Jahrhundert erfolgte dann auch ein Neubau der Klosterkirche in romanischem Stil, der 1124 vollendet wurde. Nach dem Aussterben der Ruck im selben Jahrhundert blieb die Vogtei über das Kloster pfalzgräflich, bis sie 1282 an die Helfensteiner vererbt wurde.
Im 14. und frühen 15. Jahrhundert kam es zu einem vorübergehenden Niedergang und es wurden mehrere rohe Verbrechen berichtet. So sollen 1347 der Prior und 1407 der Abt durch Mönche ermordet worden sein. Zur selben Zeit herrschte auch die Pest in Mitteleuropa, und das Kloster war wohl auch vorübergehend entvölkert und seiner Güter verlustig. Durch mehrere Stiftungen konnte das Kloster jedoch wiederhergestellt werden und wieder in den Besitz seiner Güter gelangen.
Nach zahlreichen Verpfändungen ab 1368 verkauften die Helfensteiner schließlich 1447 Klostervogtei und Stadt Blaubeuren an Württemberg, das großen Einfluss auf die Abtswahl ausübte. Das Kloster gewann nun sehr rasch an Bedeutung. 1451 wurde die Kirchenreform im Kloster durch Mönche aus Wiblingen durchgeführt. Im Jahr 1456 war der Blaubeurer Abt Ulrich Kundig im Generalkapitel des Benediktinerordens, dessen Präsidium in der Folgezeit mehrfach mit Blaubeurer Mönchen besetzt wurde. Herausragend war auch Kundigs Nachfolger, der Abt Heinrich III. Fabri († November 1493), der 1477 die Universität Tübingen mitbegründet haben soll und auf den der grundlegende Neubau der Klosteranlage zurückgeht. So ist auch sein Wappen vielfach im Kloster zu finden: Ein Hufeisen und gekreuzte Nägel weisen auf seine Entstammung aus einer Schmiedefamilie hin.
In der Folgezeit entstand fast das ganze Kloster neu. Fabris im Jahr 1466 begonnener Neubau war wegen eines verheerenden Brandes nötig geworden und wurde vermutlich vom Grafen Eberhard im Barte von Württemberg finanziell unterstützt. Zuerst wurde bis etwa 1484 die Klausur errichtet. Es folgte von etwa 1484 bis 1491 der Neubau des Chores der Klosterkirche, der 1493 mit der Weihe des Hochaltares abgeschlossen wurde. Anschließend wurden bis 1501 die Westteile der Kirche errichtet.
Im Zuge der Reformation wurde Blaubeuren 1534 durch Herzog Ulrich von Württemberg reformiert, der anschließend in das Kloster einzog. Während der Abt Ambrosius Scheerer als Klosterverwalter bis zu seinem Tod im Kloster blieb, gingen Prior und Mönche vorübergehend in die Verbannung nach Markdorf. In der Zeit des Augsburger Interims konnten sie zwar zurückkehren, jedoch bestätigte der Augsburger Religionsfriede 1555 den rechtmäßigen Besitz von Herzog Ulrichs Sohn Christoph von Württemberg, der das Kloster 1556 zum Sitz einer evangelischen Klosterschule machte. Vorübergehend lebten die katholischen Mönche gemeinsam mit den evangelischen Klosterschülern im Kloster, bis ihr Abt Tubing verhaftet und sie ausgewiesen wurden. Von 1563 bis 1570 war Matthäus Alber erster evangelischer Abt und Leiter der Klosterschule.
Seit Ende des 20. Jahrhunderts sind die Klostergebäude im Besitz der Evangelischen Seminarstiftung. Besichtigt werden können der Kreuzgang des Klosters mit der Margarethenkapelle, der Kapitelsaal sowie der Chor der Klosterkirche mit der Petri- und der Urbanskapelle.

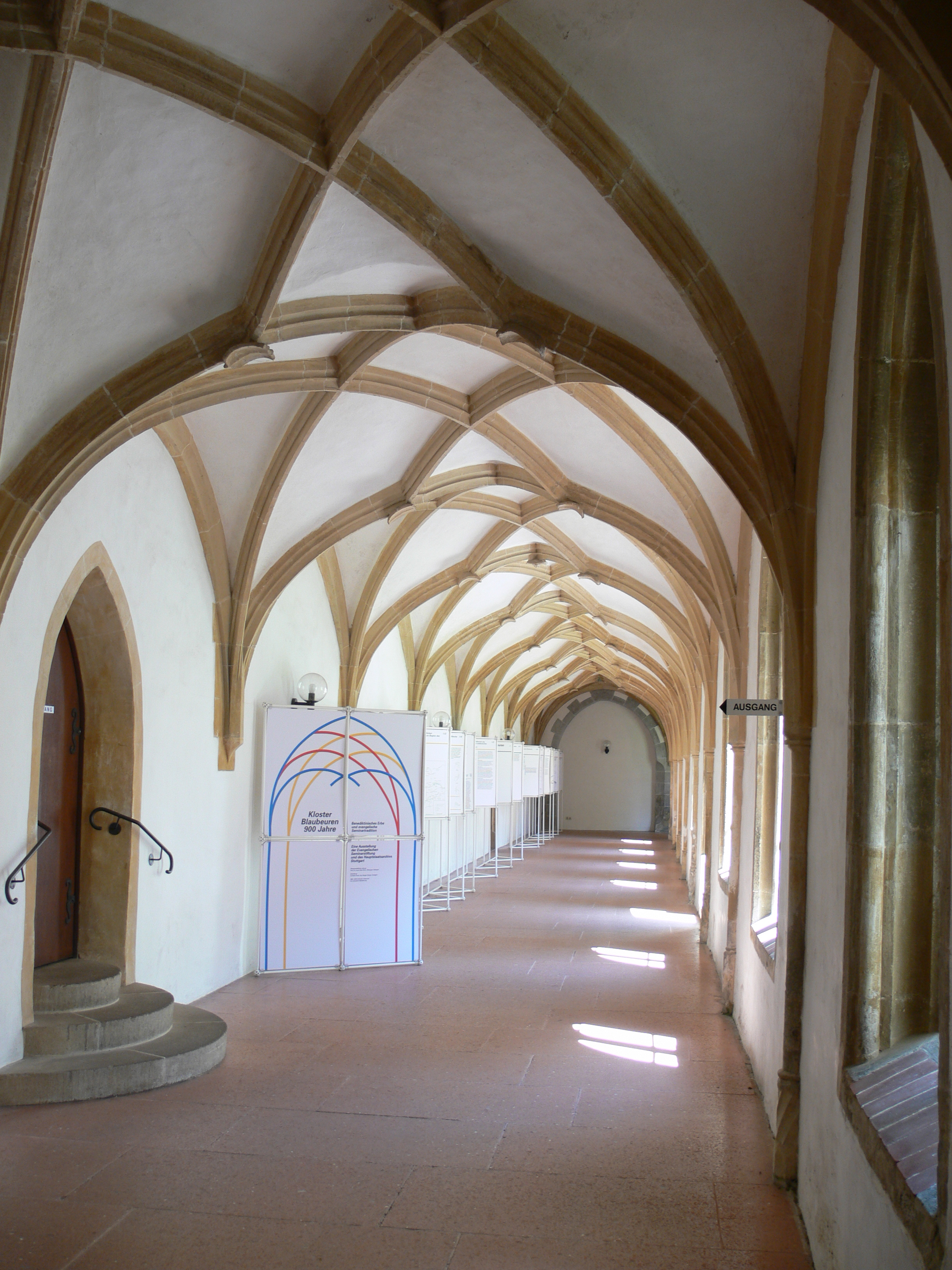
Kreuzgang
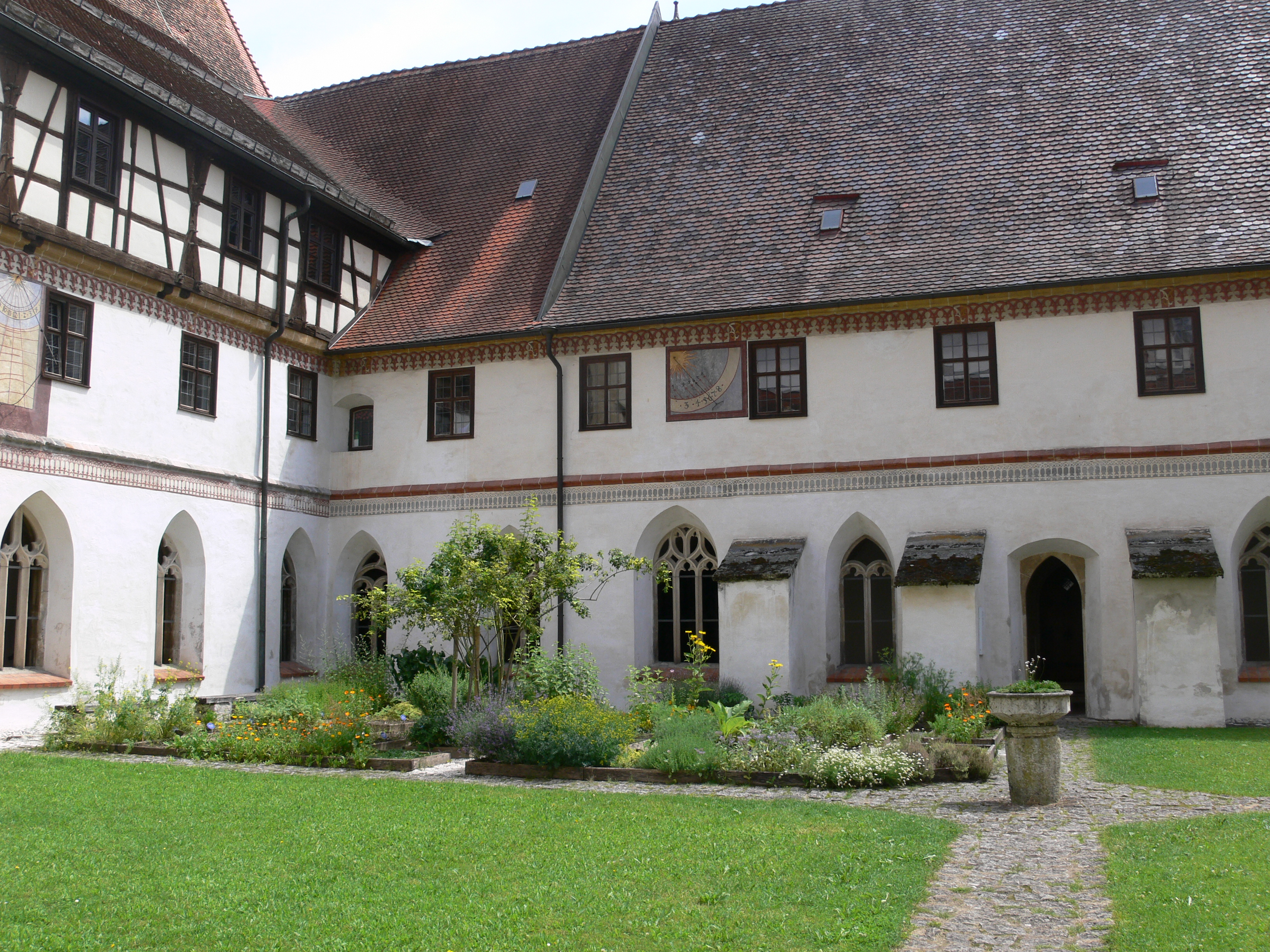
Kreuzgarten (Kräutergarten)
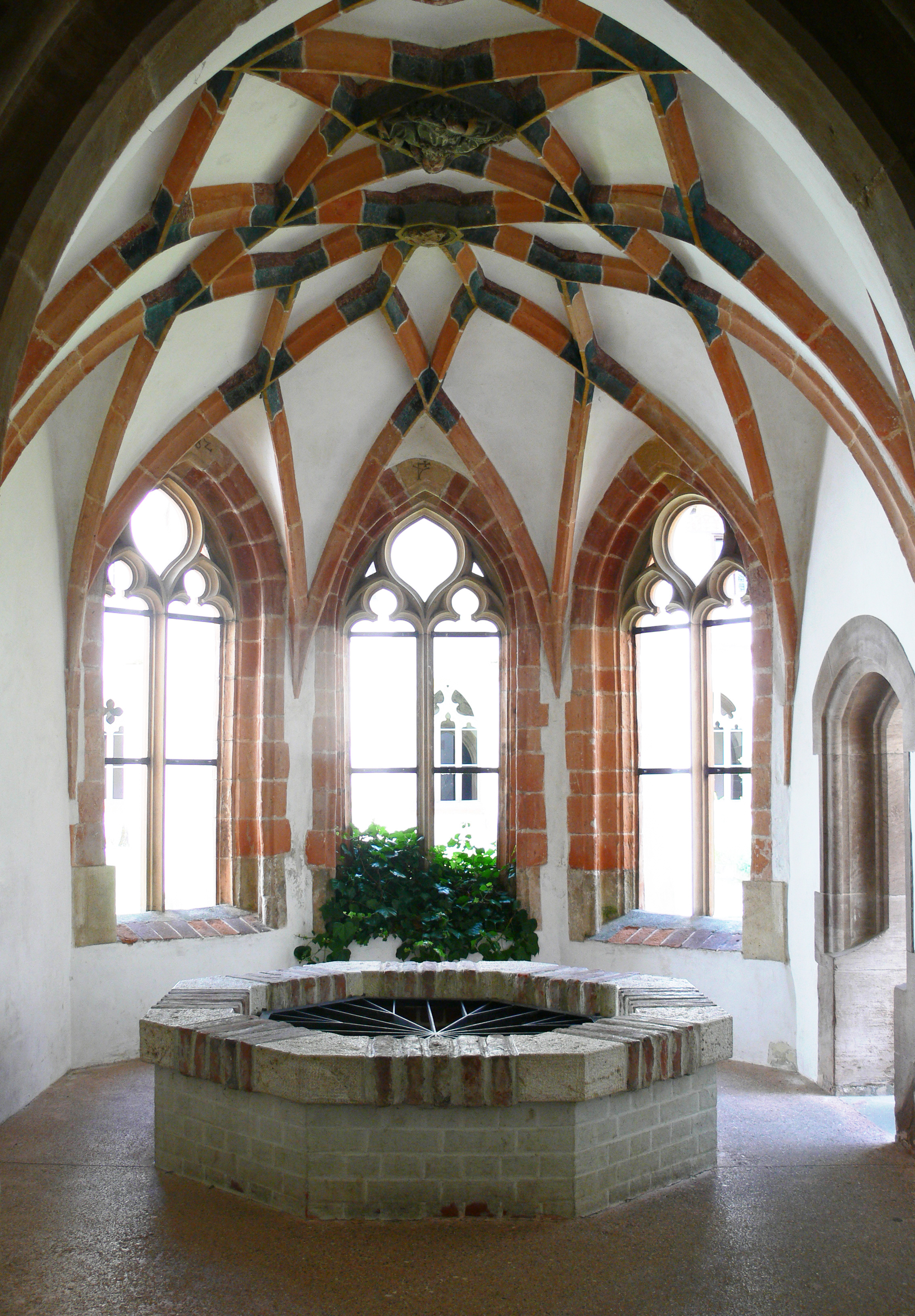
Brunnenhaus
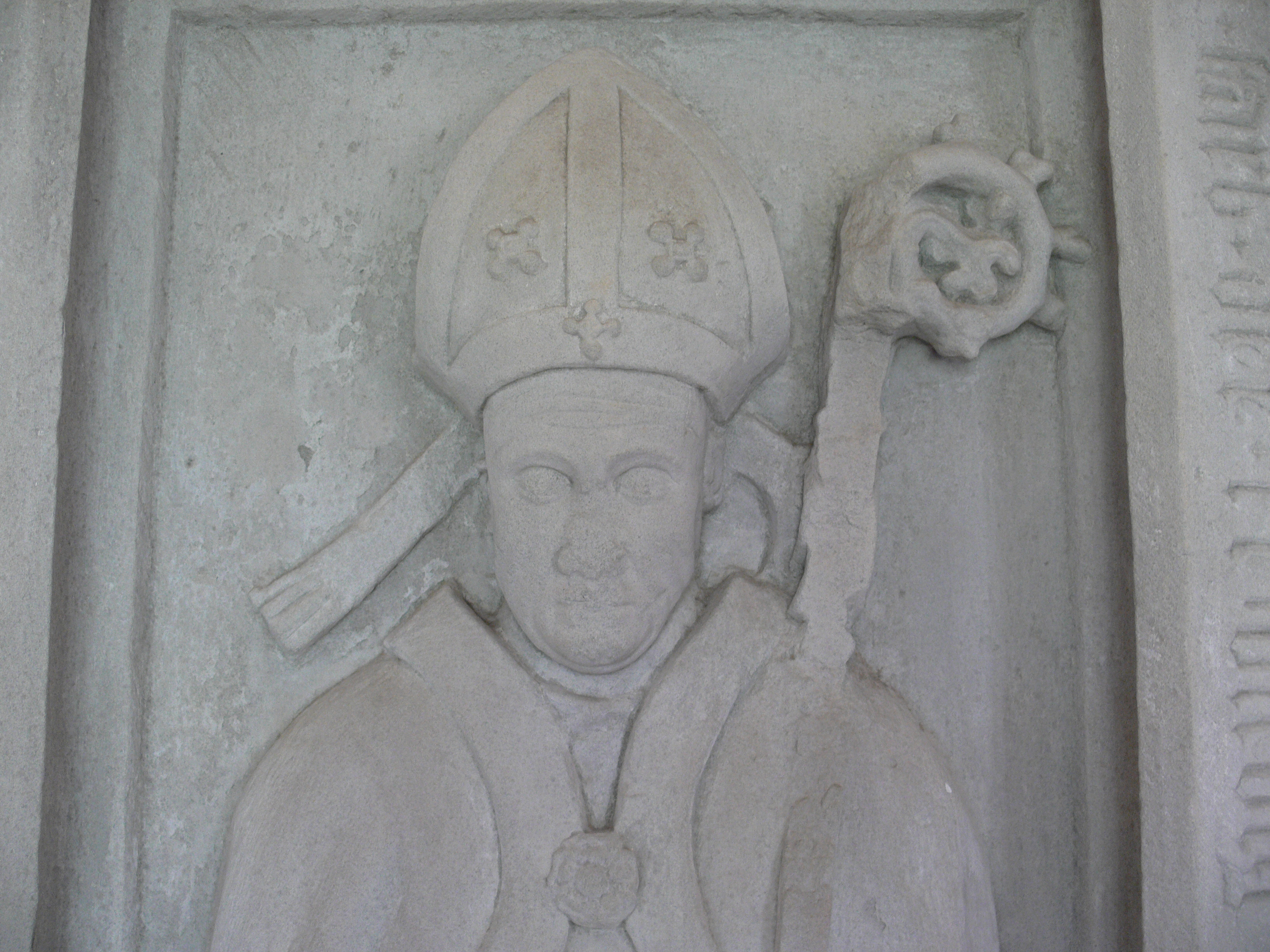
Epitaph von Anselm von Nenningen
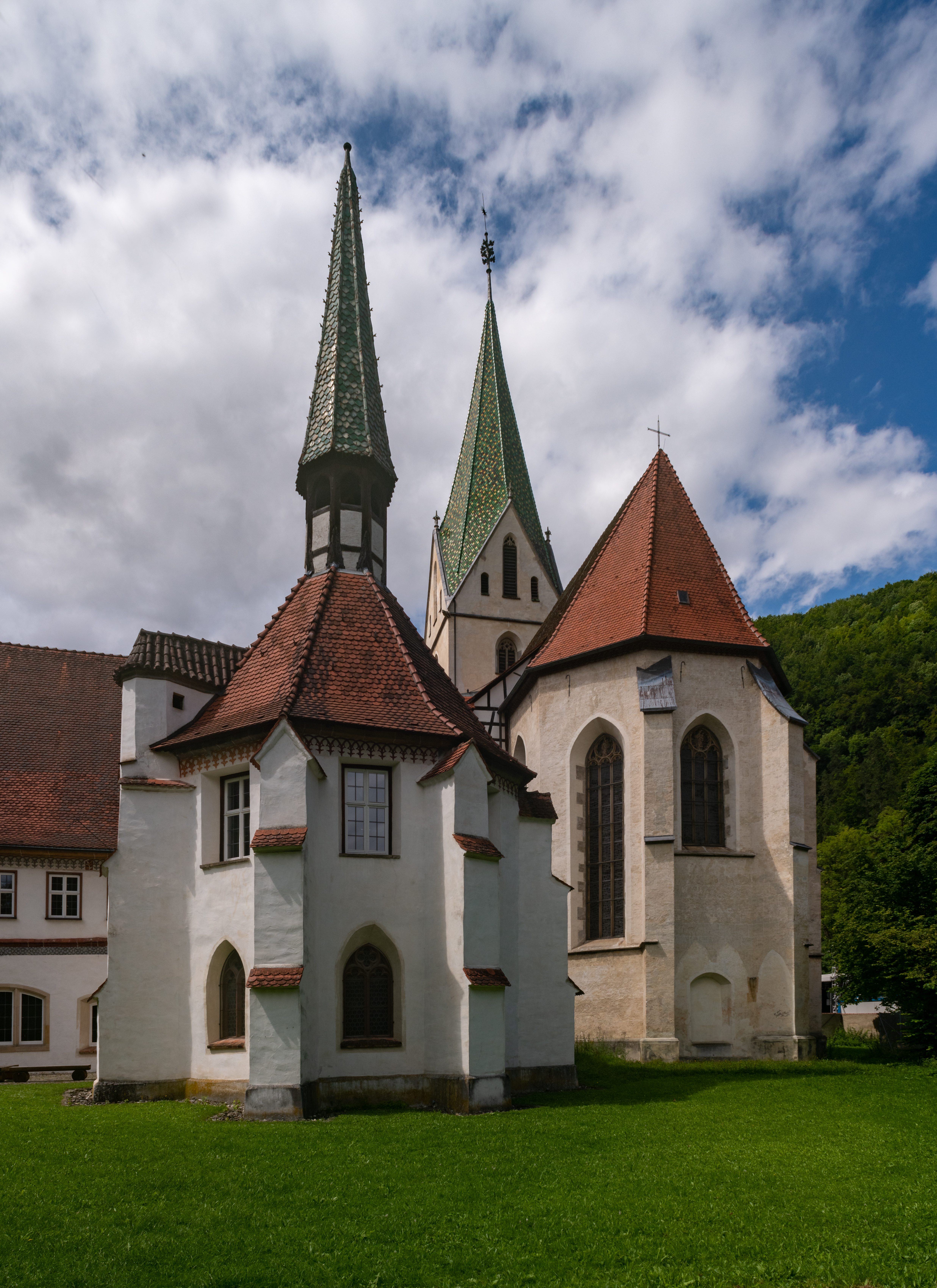
Ostansicht der Klosteranlage

## Bauform der Klosterkirche

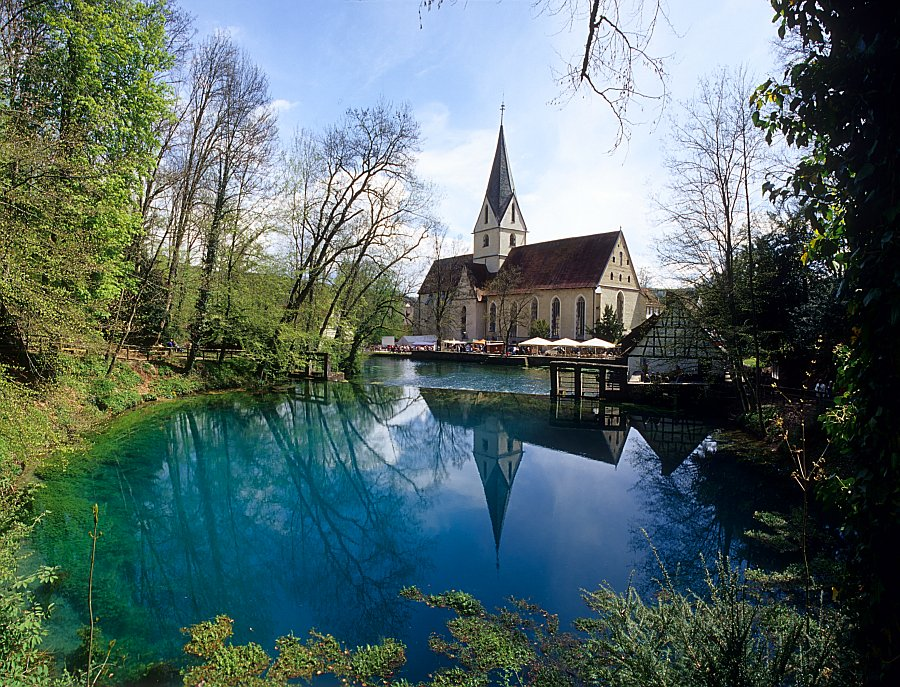
Klosterkirche über den Blautopf gesehen

Um 1484–1491 errichteter Chorraum der Klosterkirche

Die Kirche ist aus fünf Baukörpern zusammengesetzt: Langhaus, Zentralturm, zwei querschiffartige Kapellen und langgestreckter Chor. Das aus fünf Jochen bestehende Langhaus ist mit einem Sternnetzgewölbe überfangen und besitzt zu beiden Längsseiten je fünf nicht sehr in die Tiefe gehende Seitenkapellen. Das Langhaus ist durch den mächtigen Zentralturm sowie einen Lettner in der Tradition der Bettelorden strikt vom Chor abgetrennt. Dieser wird von einem Maschennetzgewölbe überspannt und weist eine polygonale Apsis mit Drei-Achtel-Abschluss auf. Auffallend und ungewöhnlich (v. a. für das ausgehende 15. Jahrhundert, aus dem der Neubau der Kirche stammt) ist die völlige Abriegelung des Chores vom Langhaus. Eventuell handelt es sich hierbei um Reminiszenzen aus der Anfangszeit des Klosters und der Kirche, als diese unter dem starken Einfluss der Hirsauer Reform stand, die wiederum abhängig von der cluniazensischen Reform war. Ein Merkmal dieser Reformen, die sich auch auf die Bauform der Kirchen auswirkte, war die strikte Trennung von Mönchschor für die „spirituales“ und Laienkirche für die „saeculares“.

## Ausstattung der Klosterkirche

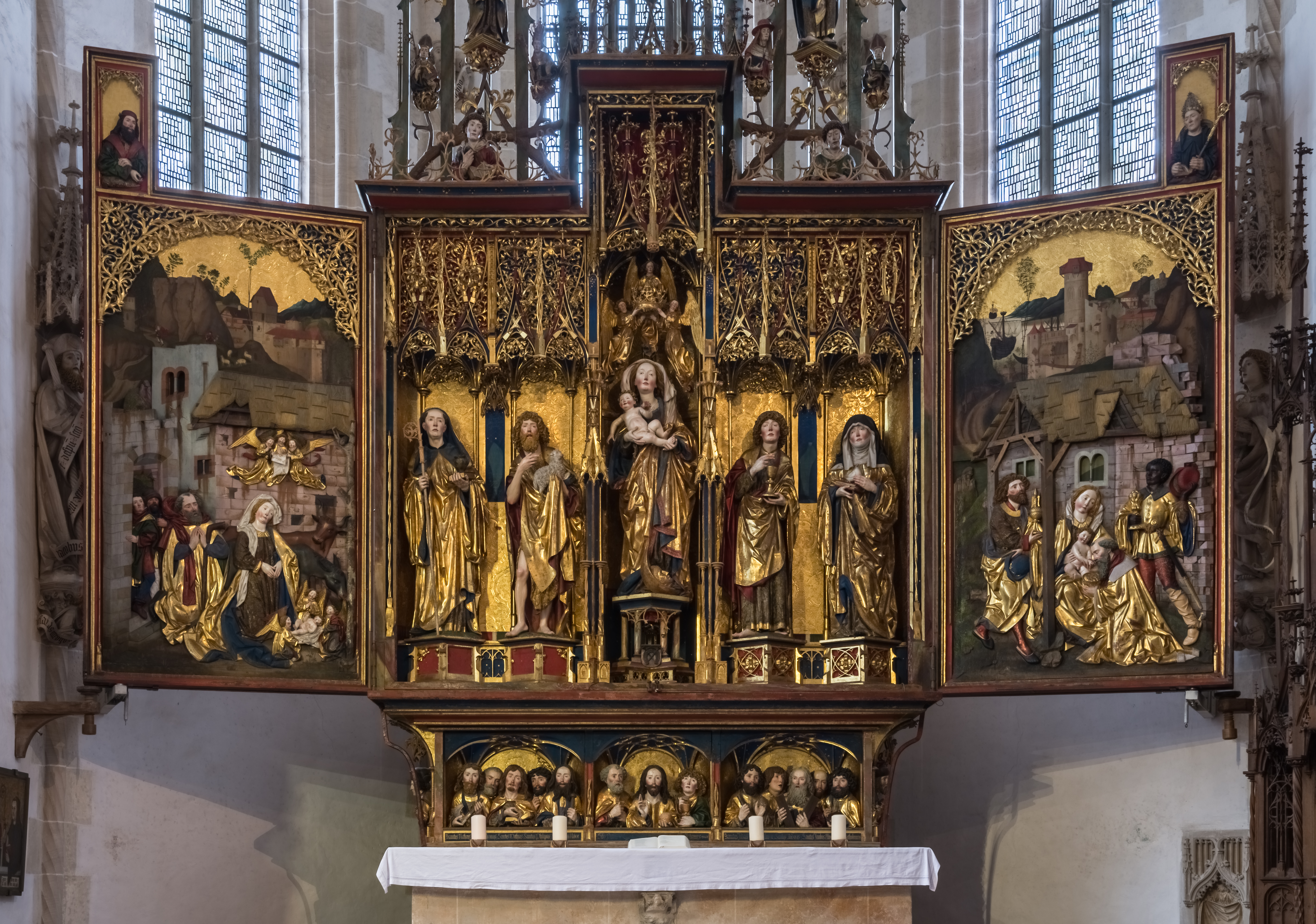
1494 vollendeter Hochaltar

Der Chorraum der Kirche enthält bedeutende Werke der Ulmer Schule und der spätgotischen deutschen Schnitzkunst, die ab 1490 im Zuge des Neubaus der Kirche und des Chores geschaffen wurden.
Das Chorgestühl stammt von Jörg Syrlin d. J., dessen Autorschaft durch eine lateinische Inschrift am Eckchorstuhl links vom Eingang belegt ist: Anno domini 1493 ... elaborata sunt haec subsellia a Georgio Sürlin de Ulma hujus artis peritissimo. Es erinnert in der Gestaltung an das Chorgestühl seines Vaters Jörg Syrlin d. Ä. im Ulmer Münster. Auch wenn ein großer Teil des figürlichen Schmucks verloren gegangen ist, zeigt es mit Maßwerk und den freiplastischen Halbfiguren der Stifter und der Propheten Hiob, Josua und Elias (links vom Eingang) sowie Abdias, Jesaias, Salomo und Amos (rechts vom Eingang) die Qualität der Ulmer Schule. Ebenfalls von Jörg Syrlin d. J. wurde der Dreisitz geschaffen, der sich rechts neben dem Altar befindet. Er ist aufwendiger als das Chorgestühl gestaltet und zeigt u. a. das Relief eines schlafenden Mannes, was vermutlich ursprünglich Teil einer Darstellung der Wurzel Jesse war, von der heute viele Teile verloren sind. Fialtürmchen und Ornamentik sowohl des Dreisitzes als auch des Chorgestühls ähneln sehr dem Gesprenge des Hochaltars, was wohl darauf schließen lassen kann, dass Jörg Syrlin d. J. auch für Aufbau und Architektur des Retabels verantwortlich war.

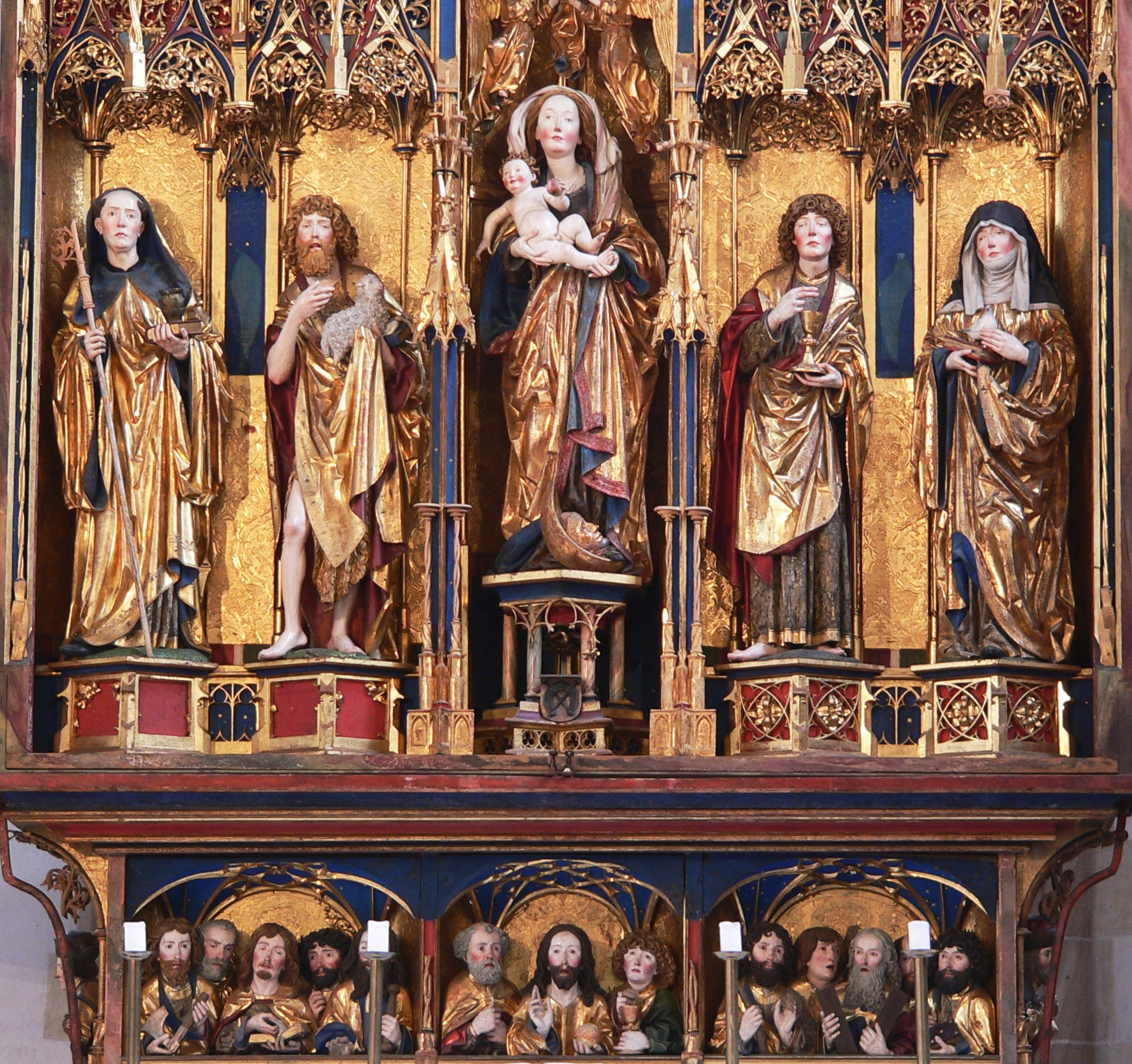
Hochaltar (Schrein und Predella)

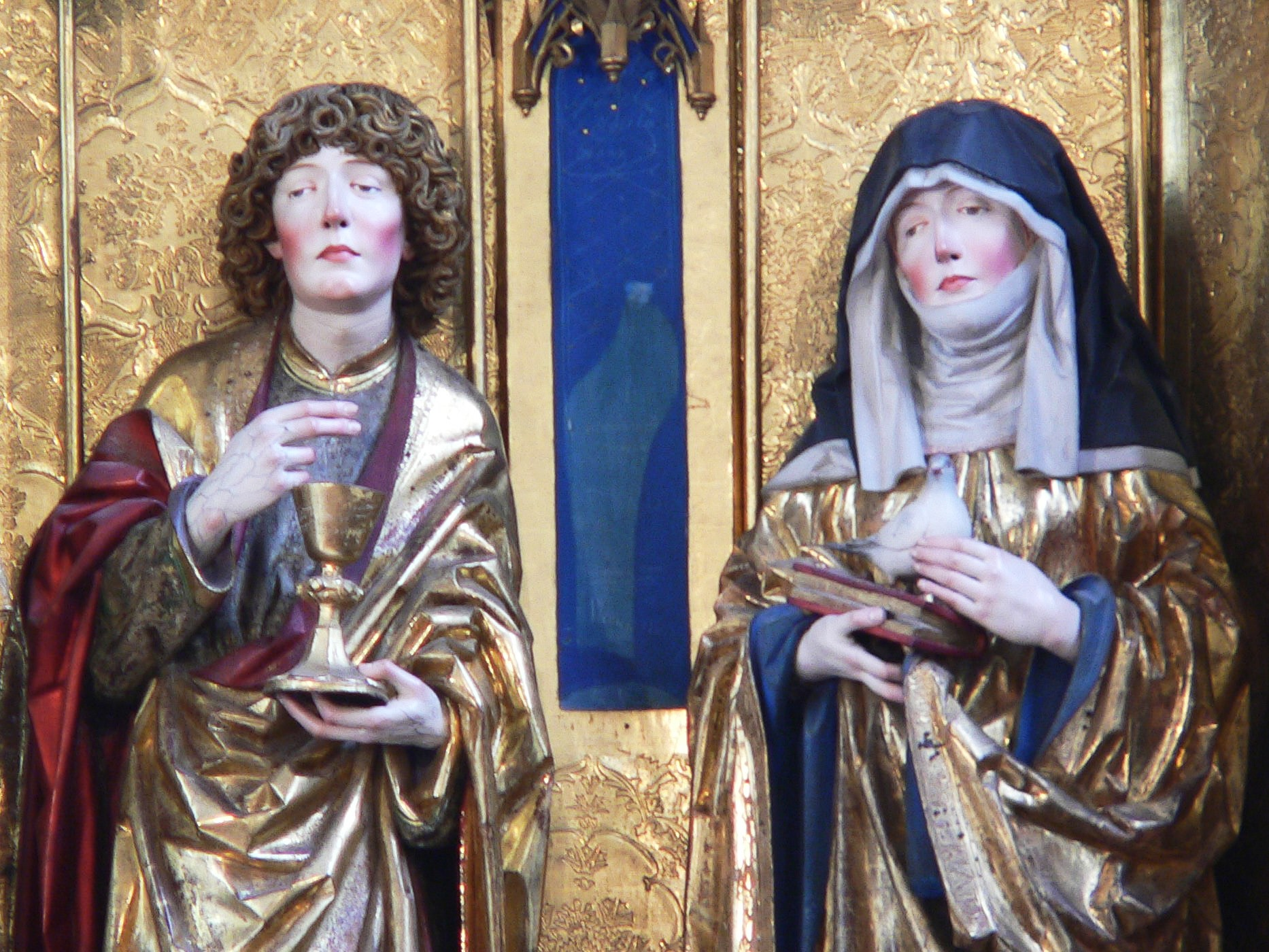
Johannes d. Evangelist und Scholastika (Hochaltar)

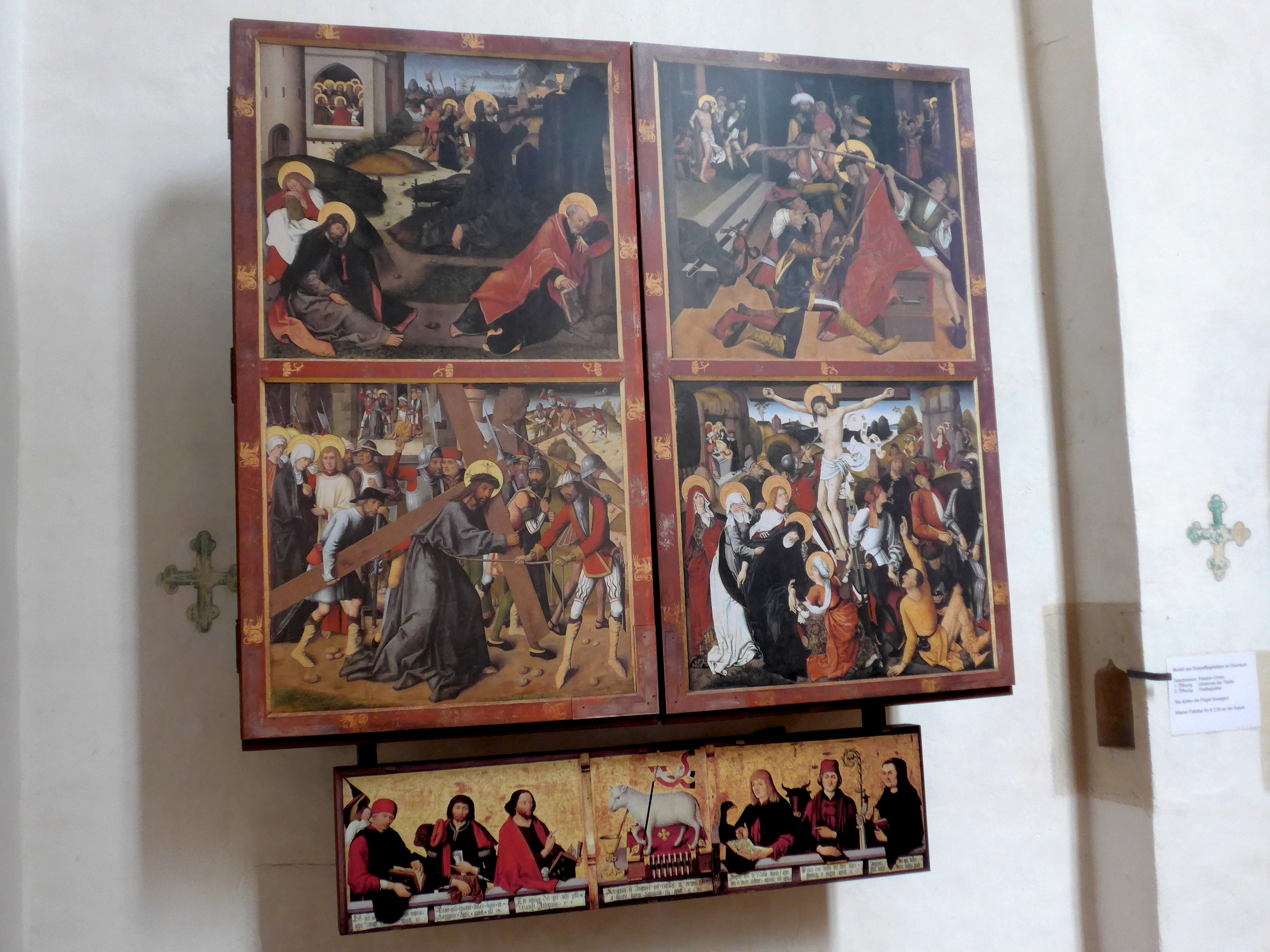
Szenen der Passionsgeschichte (Hochaltar mit geschlossener Schauseite, Nachbildung in der Petrikapelle)

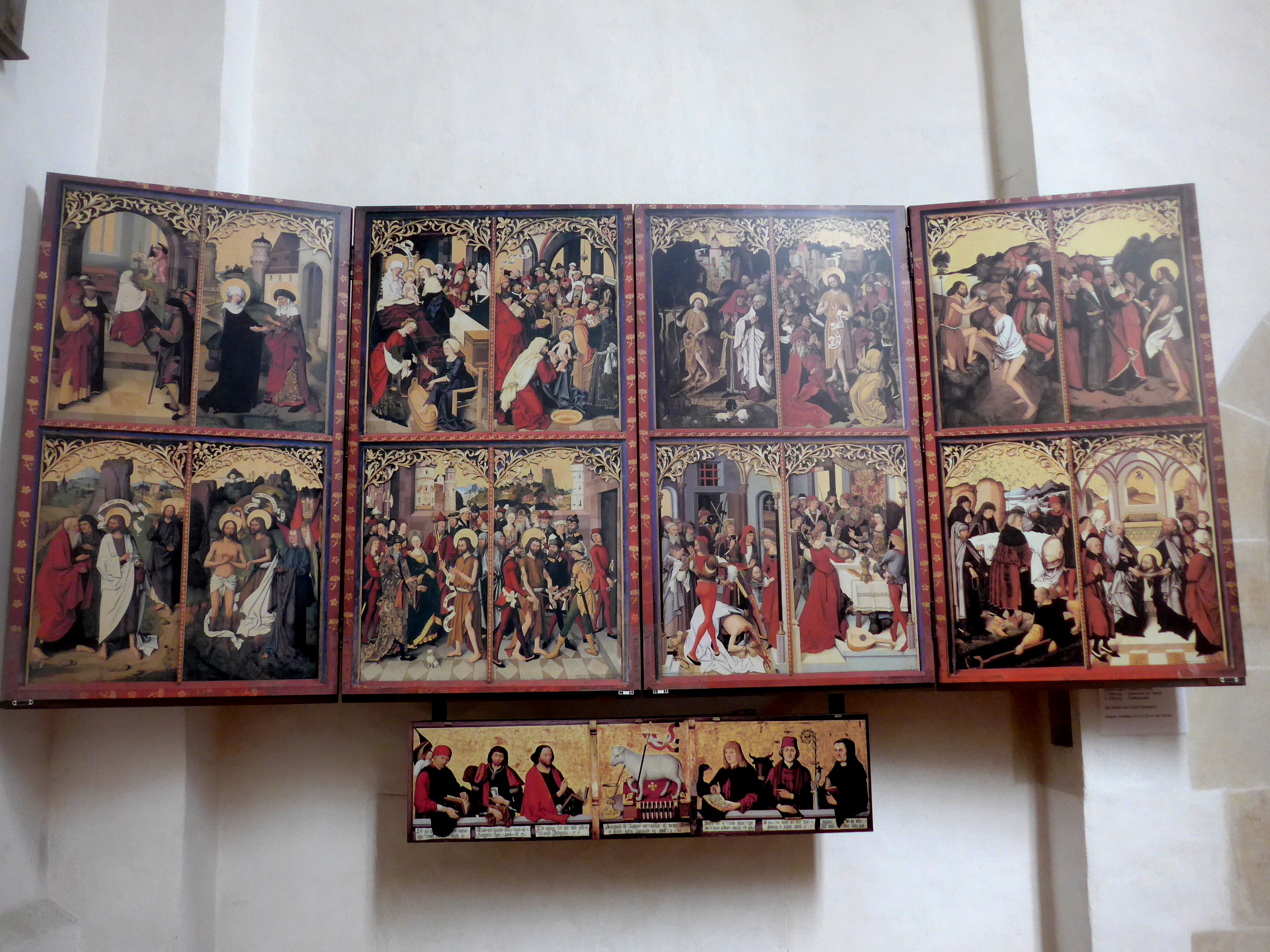
Leben des Johannes d. Täufers (Hochaltar, 1. Öffnung, Nachbildung in der Petrikapelle)

Der Hochaltar gilt als Perle mittelalterlicher Kunst. Er wurde 1493 geweiht und 1494 fertig gestellt. Im darauf folgenden Jahrhundert war es Matthäus Alber (1563–70), der erste lutherische Abt, der die Zerstörung verhinderte. Als Wandelaltar mit beweglichem Doppelflügelpaar bietet er drei unterschiedliche Ansichten, passend zu den Festzeiten des Kirchenjahres. Die geschlossene Schauseite zeigt die Passionsgeschichte in vier Hauptszenen sowie in je zwei kleineren simultanen Hintergrundszenen vom Abendmahl bis zur Auferstehung. Einmal geöffnet, werden 16 Tafelbilder mit der Lebensgeschichte des Kirchenpatrons Johannes des Täufers sichtbar. Im vollständig geöffnetem Retabel erscheinen mehr als lebensgroße geschnitzte Schreinfiguren, in der Mitte die Mutter Gottes auf der Mondsichel mit Jesuskind, erhöht auf einem Podest mit dem Wappen des damaligen Abtes Heinrich III. Fabri, und Engeln, die eine goldene Krone über sie halten, neben ihr auf niedrigeren Podesten die beiden Johannes, Johannes d. Täufer und Johannes d. Evangelist, und der Ordensgründer Benedikt und seine Schwester Scholastika, auf den Innenseiten der inneren Flügel sind die Geburt Jesu und die Anbetung der drei Weisen aus dem Morgenland vor gemaltem Hintergrund in Flachreliefs dargestellt, im Gesprenge darüber der Schmerzensmann nach der Kreuzigung, Maria und Johannes der Evangelist sowie die Büsten der vier westlichen Kirchenväter, und unmittelbar auf dem Schrein die Büsten der ersten Diakone Stephanus und Laurentius.
Die monumentalen Schreinfiguren, sowie die Reliefs auf den Innenseiten der inneren Flügel und die Gesprengefiguren sind in der Werkstatt des Michel Erhart, wahrscheinlich unter Mitarbeit dessen Sohnes Gregor Erhart, geschaffen worden. Verschiedene Maler aus der Ulmer Großwerkstatt des Hans Schüchlin übernahmen die Tafelmalereien der Altarflügel und die Fassung der Skulpturen. Die Arbeit wurde unter anderem durch Schüchlins Schwiegersohn Bartholomäus Zeitblom und den Memminger Maler Bernhard Strigel ausgeführt.
Der reiche figürliche Schmuck an den seitlichen Chorwänden und in der Altarapsis entstand unter dem Baumeister und Steinmetz Peter von Koblenz. Er umfasst Figuren aus dem Alten und Neuen Testament, zwölf Propheten, die zwölf Apostel und die zwölf Söhne Jakobs. Die lebensgroßen mit Attributen versehenen Apostel aus Stein, beginnend in der Chorapsis hinter dem Hochaltar, sind Petrus, Andreas, Jakobus der Ältere und Johannes, an der nördlichen Chorwand im Anschluss an Jakobus den Älteren (Apsis) Thomas, Jakobus der Jüngere, Philippus und Matthäus, an der Südwand anschließend an Johannes (Apsis) Bartholomäus, Simon, Judas Thaddäus und Matthias. Sie stehen unter filigranen Stein-Baldachinen auf den Schultern der alttestamentarischen Propheten Moses, David, Jesaias, Habakuk, Jona, Amos, Joel, Salomo, Ezechiel, Jeremias, Micha und Daniel, die sich in Büsten unter den Tragkonsolen der Apostelskulturen befinden, ebenfalls in Halbfiguren die Jakobssöhne hoch über den Baldachinen an den oberen Konsolen. Zu sämtlichen Figuren gehören Spruchbänder, auf denen ihre Namen und lateinische Inschriften mit zahlreichen Abkürzungen eingraviert sind. Die Inschriften der Apostel enthalten die zwölf Glaubensartikel des Apostolischen Glaubensbekenntnisses (lat. Credo), die der Propheten ausgewählte Textstellen aus dem AT, die mit den Glaubenssätzen des Credo korrespondieren, die alttestamentarischen Zitate, die den Jakobssöhnen von Ruben bis Benjamin beigegeben sind, sind dem sogenannten Jakobssegen aus Genesis 49, 3-27 entnommen. Diese im Spätmittelalter öfter anzutreffende Darstellung des Apostel-Propheten-Credo ist gewissermaßen die bildliche Entsprechung zu dem gesprochenen und gesungenen Stundengebet, zu dem sich die Mönche täglich mehrmals in diesem Raum versammelten.
Das Apostel-Propheten-Credo mit Jakobssegen im lateinischen Wortlaut
| Apostel             | Credoartikel                                                 | Propheten | Bibelzitat                                                                               | Jakobssöhne | Bibelzitat                                                           |
| ------------------- | ------------------------------------------------------------ | --------- | ---------------------------------------------------------------------------------------- | ----------- | -------------------------------------------------------------------- |
| Petrus              | Credo in deum patrem omnipotentem creatorem coeli et terre?  | Moses     | In principio creavit Deus celum et terram (Gen 1,1 )                                     | Ruben       | Tu fortitudo mea Gen 49,3                                            |
| Andreas             | Et in Jesum Christum filium ejus unicum dominum nostrum      | David     | Dominus dixit ad me filius meus es tu (Psalm 2,7 )                                       | Simeon      | Vasa iniquitatis bellantia Gen 49,5                                  |
| Jakobus der Ältere  | Qui conceptus est de spiritu sancto, natus ex Maria virgine  | Jesaja    | Ecce virgo concipiet et pariet filium (Jes 7,14 )                                        | Levi        | In consilium ejusque (eorum) non veniat anima mea Gen 49,6           |
| Johannes            | Passus sub Pontio Pilato, crucifixus, mortuus et sepultus    | Habakuk   | Cornua in manibus ejus; ibi abscondita est fortitudo (Hab 3,4 )                          | Zabulon     | In littore maris habitabit Gen 49,13                                 |
| Thomas              | Descendit ad inferna: Tertia die resurrexit a mortuis        | Jona      | Scio enim quia tu deus clemens et misericors es (Jona 4,2 )                              | Issachar    | Asinus fortis accubans inter terminos Gen 49,14                      |
| Jakobus der Jüngere | Ascendit ad coelos sedet ad dexteram Dei patris omnipotentis | Amos      | Qui edificat in celo ascensionem suam (Am 9,6 )                                          | Dan         | Judicabit populum suum Gen 49,16                                     |
| Philippus           | Inde venturus est judicare vivos et mortuos                  | Joel      | Congregabo omnes gentes et deducam eos in vallem Josaphat (Joel 3,2 )                    | Gad         | Accinctus prälabitur ante eum et ipse accingetur retrorsum Gen 49,19 |
| Bartholomäus        | Credo in spiritum sanctum                                    | Salomo    | Spiritus domini replevit orbem terre (Weish 1,7 )                                        | Juda        | Non aufferetur sceptrum de Juda et dux de femore ejus Gen 49,10      |
| Matthäus            | Sanctam ecclesiam catholicam                                 | Ezechiel  | Educam vos de sepulcris vestris (Ez 7,12 )                                               | Joseph      | Filius accrescens et decorus aspectu Gen 49,22                       |
| Simon               | Communionem sanctorum, remissionem peccatorum                | Jeremias  | Et invocabitis et ibitis et adorabitis me et ego exaudiam vos (Jer 29,12 )               | Naphtali    | Cervus emissus et dans eloqu(ent)ia pulchritudinis Gen 49,21         |
| Judas Thaddäus      | carnis resurrectionem                                        | Micha     | Deponet iniquitates nostras et projiciet in profundum maris peccata nostra (Micha 7,19 ) | Aser        | Pinguis panis ejus et praebebit delicias regibus Gen 49,20           |
| Matthias            | Et vitam eternam. Amen                                       | Daniel    | Et invigilabunt omnes filii alii ad vitam alii ad mortem aeternam (Dan 12,2 )            | Benjamin    | Lupus rapax, mane comedet praedam Gen 49,27                          |

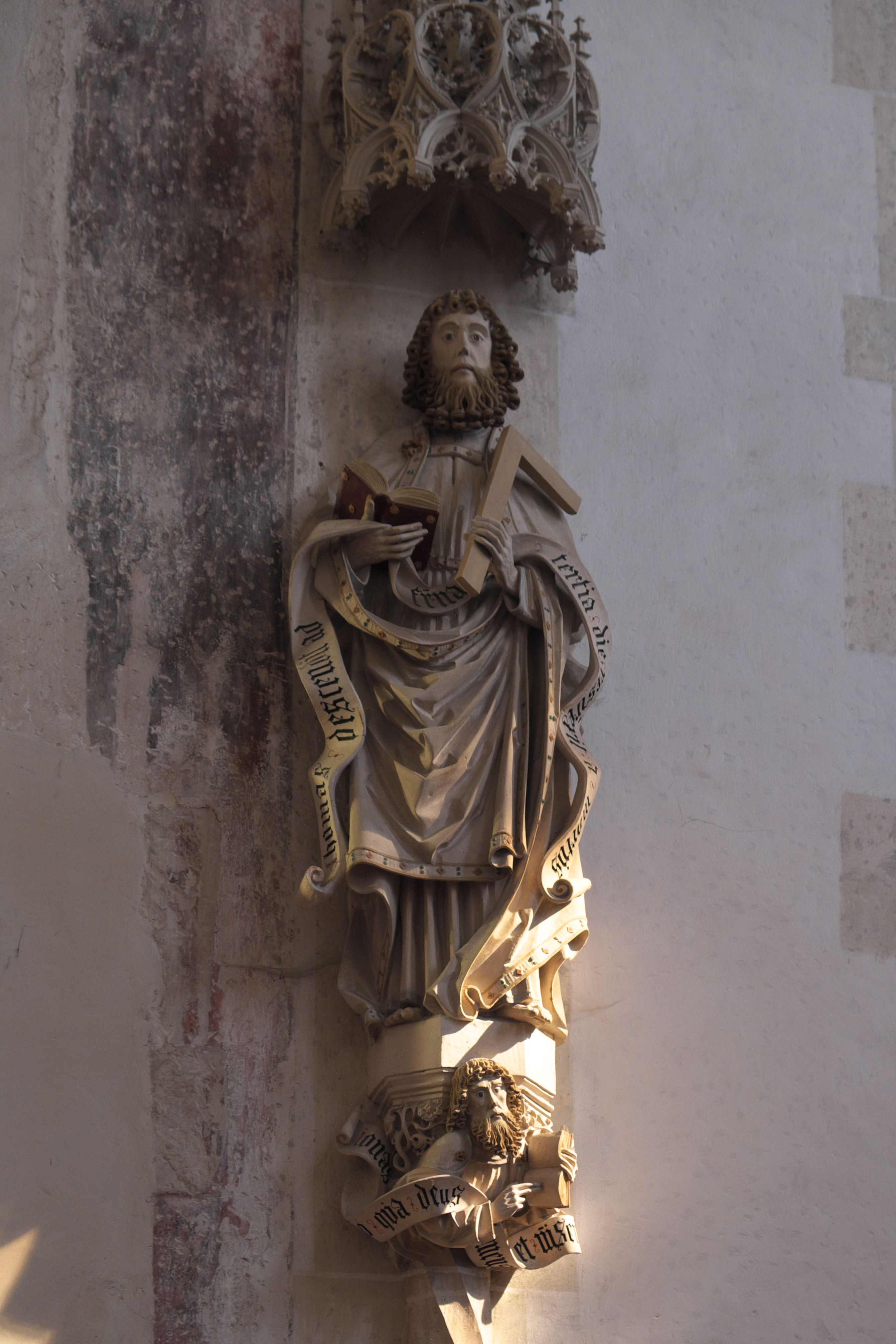
Apostel Thomas (neu) und Prophet Jona
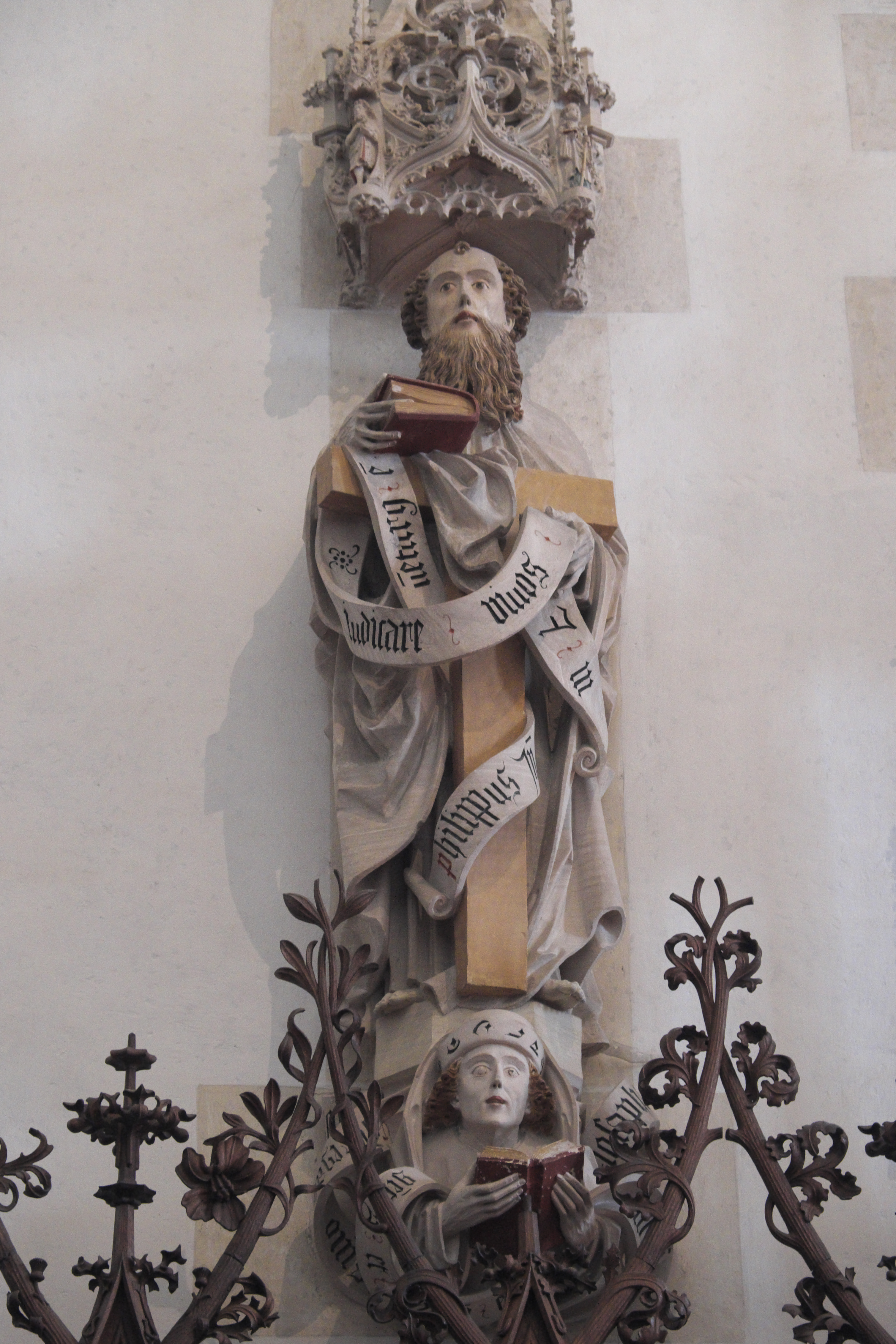
Apostel Philippus und Prophet Joel
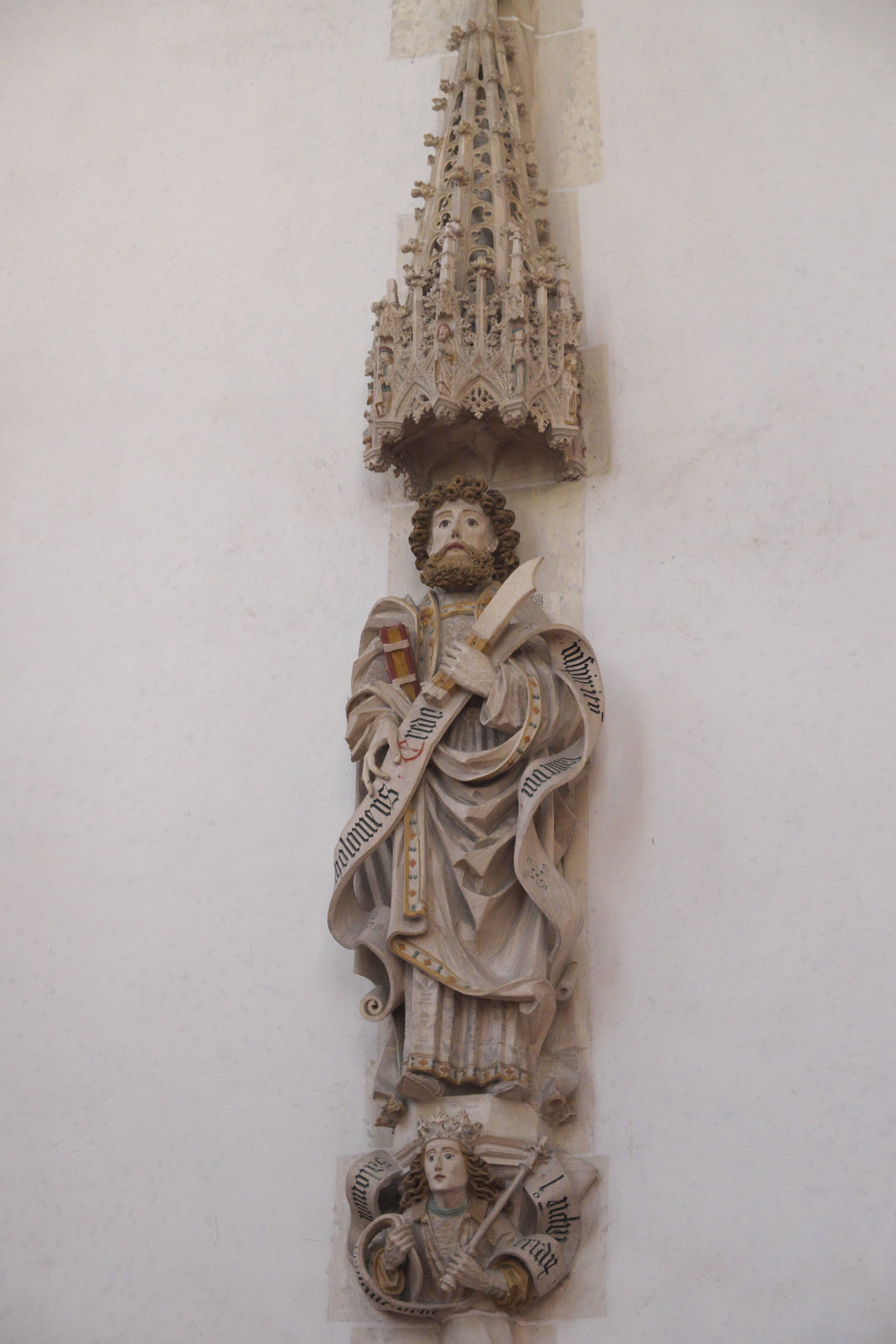
Apostel Bartholomäus und König Salomo
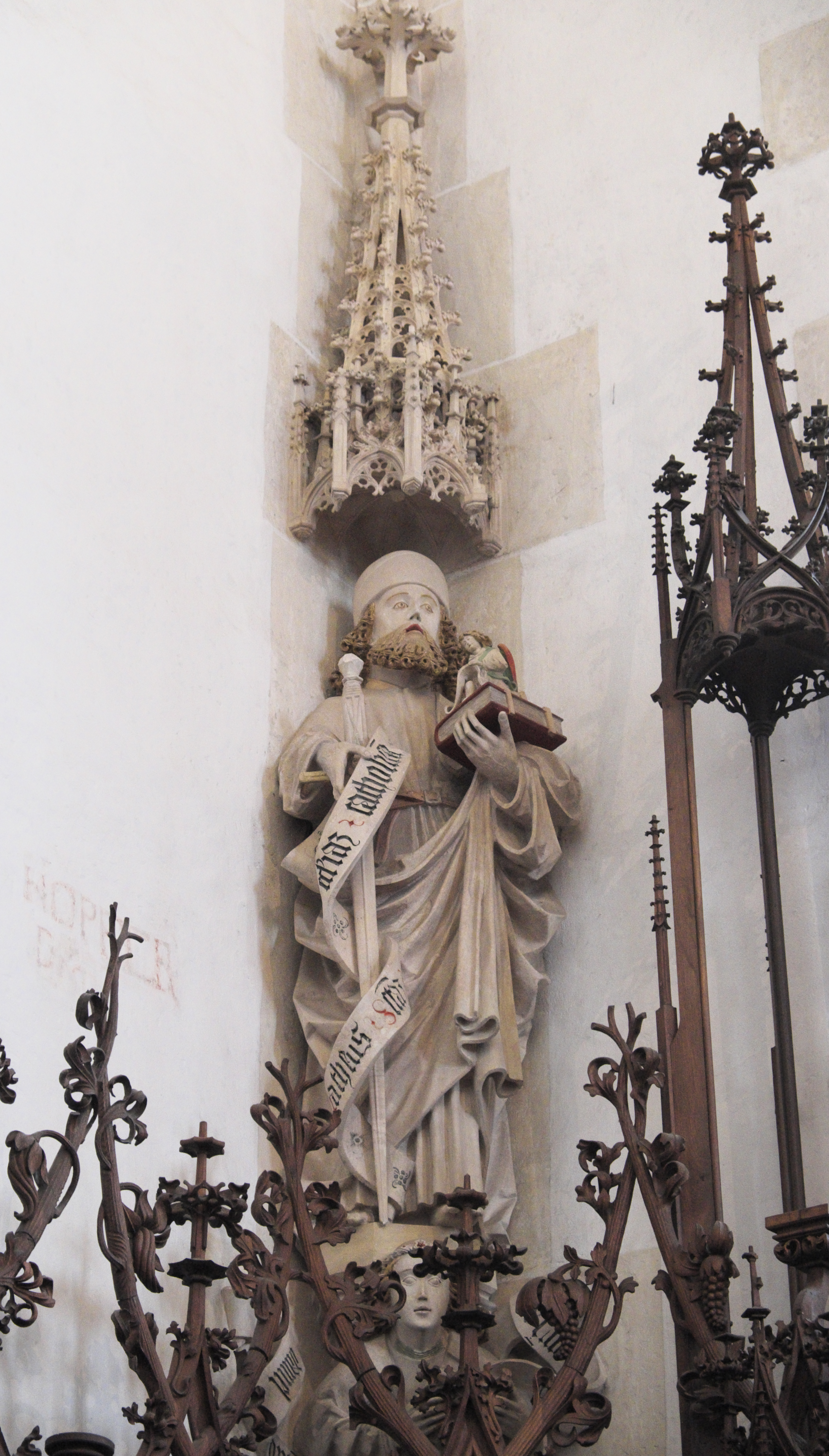
Apostel Matthäus und Prophet Ezechiel
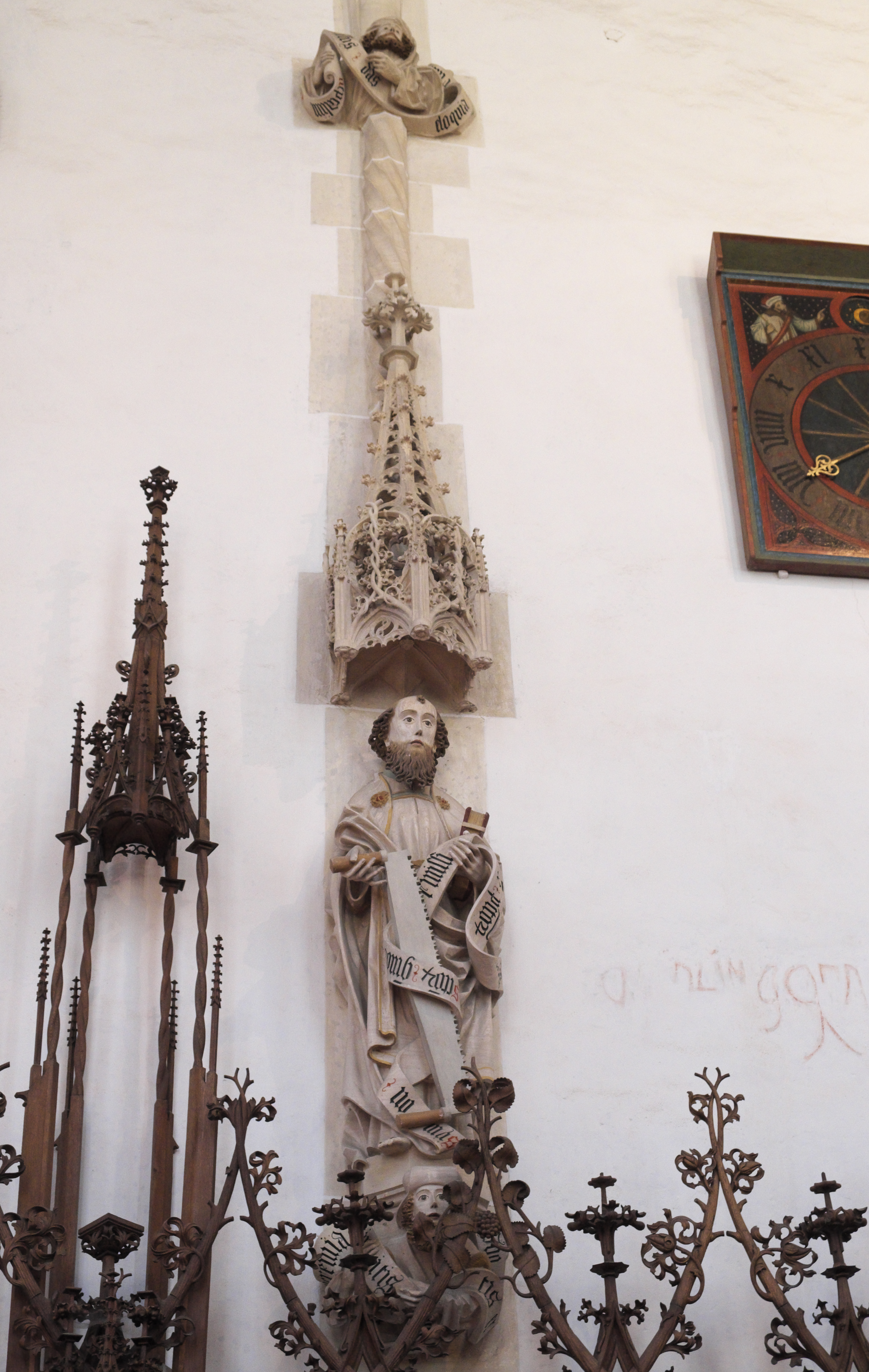
Apostel Simon und Prophet Jeremias
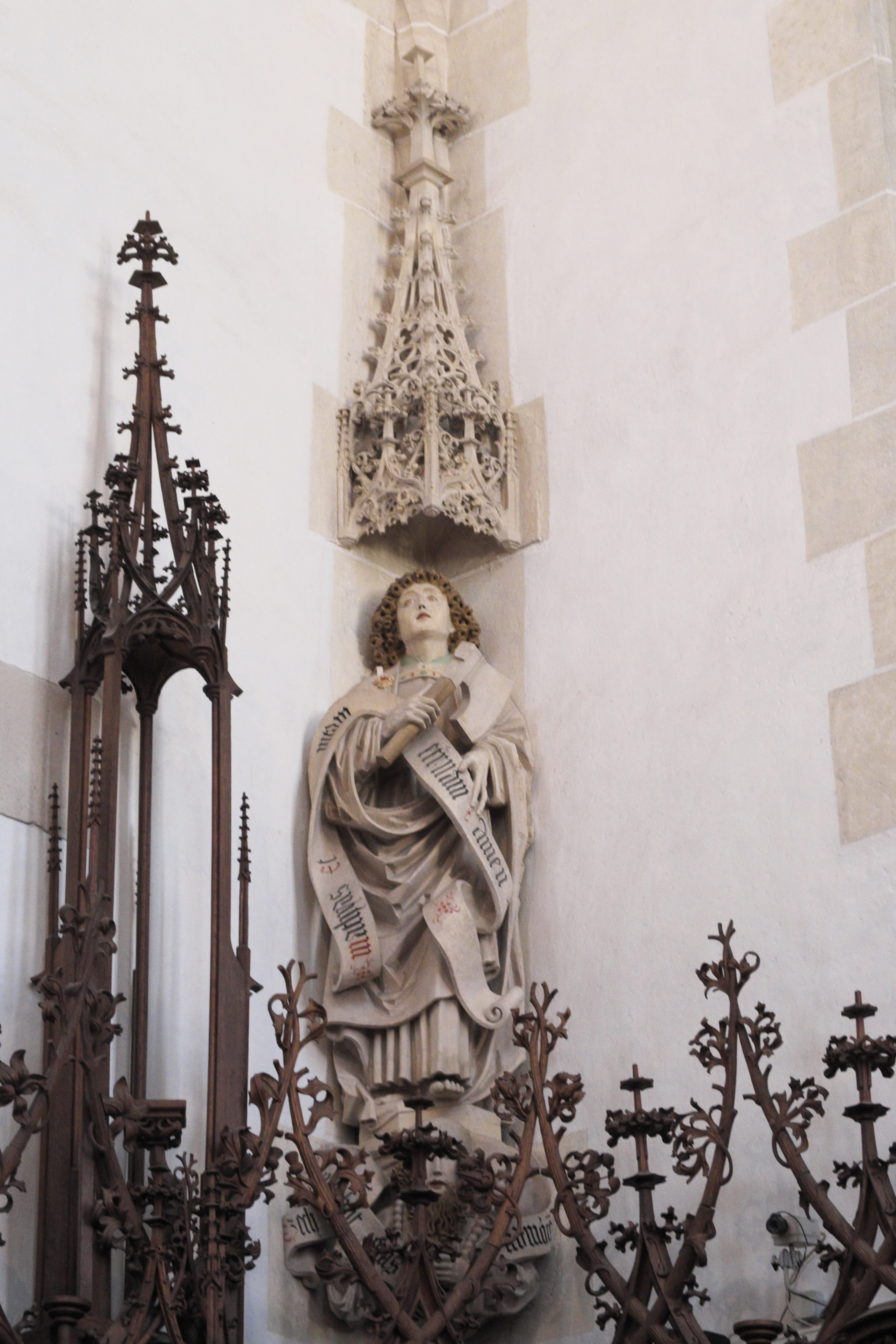
Apostel Matthias und Prophet Daniel

## Museum und Klostermodell

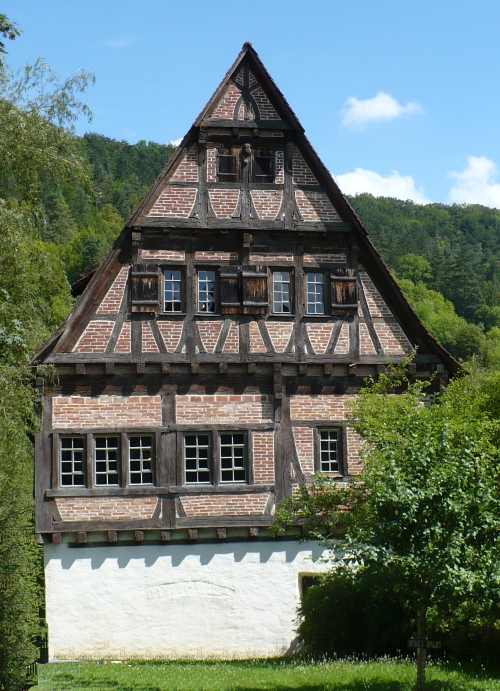
Badhaus im Klostergelände

Im ehemaligen Badhaus der Mönche ist das Blaubeurer Heimatmuseum untergebracht, im ehemaligen Amtshaus die literarische Gedenkstätte Schubartstube.
Die Modellbaufirma Faller bietet seit Anfang 2018 für Modelleisenbahnen der Spurgröße N (Maßstab 1:160) eine vereinfachte Form des Klosters Blaubeuren als Bausatz an.

## Persönlichkeiten
- Heinrich II. Hafenberg († 1456), Abt des Klosters Blaubeuren bis 1456
- Christian Tubingius (um 1500–1563), letzter katholischer Abt von 1545 bis 1562
- Matthäus Alber (1495–1570), Reformator, erster lutherischer Abt von 1563 bis 1570
- Jeremias Rebstock (1602–1660), Abt von 1651 bis 1660
- Philipp Joseph Jenisch (1671–1736), Architekt, Abt von 1727 bis 1736
- Gottfried Käuffelin (1701–1777), Prälat und Abt von Blaubeuren von 1762 bis 1777

Siehe auch: Kategorie:Abt (Kloster Blaubeuren)